# Mandarinfisk
Mandarinfisk (Synchiropus splendidus) är en saltvattenlevande art i familjen sjökocksfiskar som först beskrevs av Herre 1927. Den förekommer i Stilla havet vid korallrev och i grunda laguner med lugnt vatten i områdena kring Filippinerna, Indonesien, Japan, Malaysia, Nya Kaledonien, Palau, Papua Nya Guinea, Ryukyuöarna, Salomonöarna och Taiwan. Den blir upp till och med 7 centimeter lång.